# 青陽戰鬥
青陽戰鬥發生於1939年12月16日－12月30日，地點則是在中國皖南一帶。是抗日戰爭主要戰鬥之一，交戰一方為國民革命軍，另一方則為日軍。

## 战斗过程
國民革命軍於12月16日開始，攻擊駐守皖南的日軍。雙方均有激戰，19日，國軍進駐山區時，日軍反擊並猛攻香山，國民革命軍傷亡慘重，青陽附近戰鬥亦激烈，30日成對峙之局，國民革命軍此戰鬥共傷亡8392人